# This Is Your Way Out
This Is Your Way Out é o primeiro EP do Emarosa, lançado em 1 de Maio de 2007. Este é o único lançamento da banda com o ex-vocalista Chris Roetter. Ele formou uma nova banda de metalcore chamada Like Moths to Flames. Este EP é apenas para caracterizar influências pesadas do metalcore, e é também o único lançamento da banda que foi produzido por Joey Sturgis.

## Faixas
| N.º            | Título         | Duração |  |
| 1.             | "He Is Ocean"  | 1:49    |  |
| 2.             | "I Am Waves"   | 2:58    |  |
| 3.             | "Armageddon"   | 3:16    |  |
| 4.             | "Utah"         | 3:51    |  |
| 5.             | "Breather"     | 2:03    |  |
| 6.             | "Casablanca"   | 3:44    |  |
| 7.             | "Epoch Coda"   | 5:35    |  |
| Duração total: | Duração total: | 21:56   |  |

## Créditos
Emarosa
- Lukas Koszewski - bateria, percussão
- Chris Roetter - vocal
- Will Sowers - baixo
- Jordan Stewart - teclados, programação
- Madison Stolzer - guitarra base
- ER White - guitarra principal

Produção
- Produzido, Engenhado, Mixado, Masterizado, Guitarra adiçional, Programação e letras feitas por Joey Sturgis
- Capa feita por Lukas Koszewski